# Grand Junction (Iowa)
Pour les articles homonymes, voir Grand Junction.

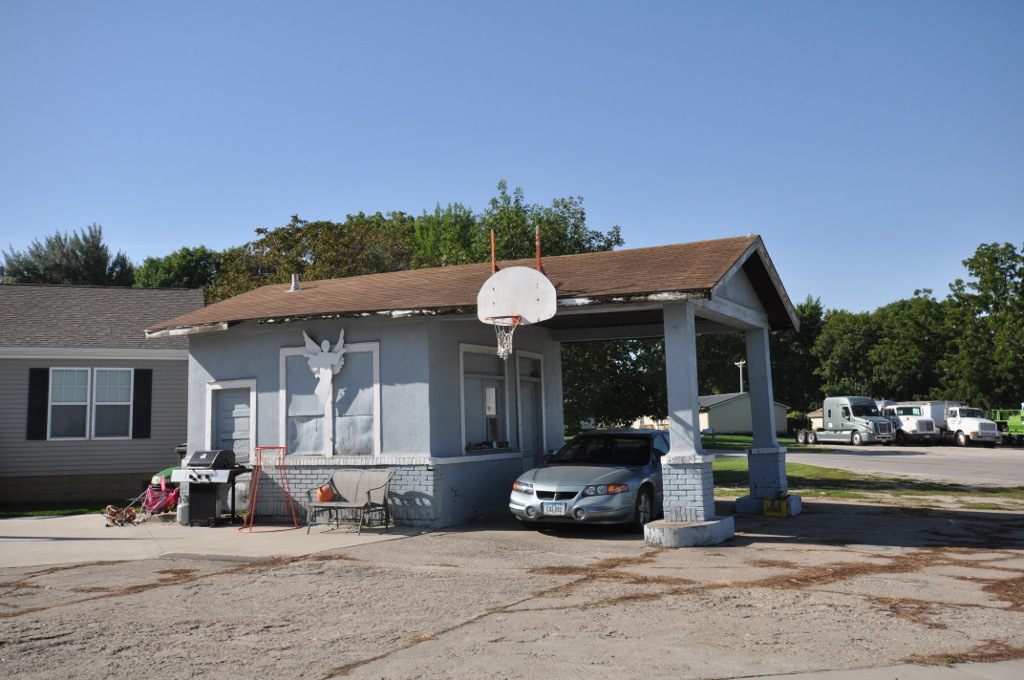

Grand Junction est une ville du comté de Greene, en Iowa, aux États-Unis. Elle est incorporée le 6 mai 1872.

## Source de la traduction
- (en) Cet article est partiellement ou en totalité issu de l’article de Wikipédia en anglais intitulé « Grand Junction, Iowa » (voir la liste des auteurs).